# كلوربروباميد
كلوربروباميد هو دواء من صنف سلفونيليوريا من الجيل الأول طويل المفعول، يستخدم في علاج السكري من النمط الثاني.
لم يعد يصنح باستخدامه لأن آثاره الضائرة أكثر من بقية أدوية السلفونيليوريا الأخرى.
علما أن يستخدم أيضا في علاج مرض السكري الكاذب عصبي المنشأ.